# Cosmus Bornemann
 Der er flere personer med dette navn, se Cosmus Bornemann (flertydig).
Cosmus Bornemann (født 28. december 1637 i Haderslev, død 3. september 1692) var en dansk retslærd, professor og borgmester. Han var søn af Philip Julius Bornemann.
Efter at være undervist privat, blev han i 1652 indskrevet på Københavns Universitet, hvor han studerede i nogle år, indtil han i 1656 tog en bachelorgrad og forsatte på dannelsesrejse til Rostock. Inden årets udgang blev han fortalt om hans mors dødelige sygdom, hvilket resulterede i, at han måtte rejse hjem. Karl Gustav-krigene, som udbrød snart efter, holdt ham hjemme og han deltog som korporal ved Studenterkorpset i forsvaret under Københavns belejring (1658-1660).
Da krigsfaren var overstået, genoptog han sine rejseplaner og rejste i 1660 til Danzig. Med den nederlandske legation, der havde overværet fredsslutningen i Oliva, fulgtes han derfra til Nederlandene. Han forsatte sine studier i byen Franeker, Cosmus besøgte siden Frankrig og vendte tilbage til Danmark i 1665.
Bornemann var, som sin fars søn, velanskreven hos kongen, Frederik 3., og han skulle desuden have haft en mæcen i kansler Theodor von Lente. I 1667 fik han stilling som professor juris ved Universitetet i København og året efter erhvervede han den juridiske doktorgrad for en afhandling "de hereditate peregrinorum". I 1671 overtog han funktionen som vicebibliotekar ved universitetets bibliotek. 18 år efter, i 1689, efterfulgte han Oluf Borch som førstebibliotekar. Han var rektor ved samme universitet i 1684, og igen i 1689.
Ved siden af sin akademiske virksomhed havde han også anden embedsgerning, idet han i 1684 blev borgmester i København, i 1685 også assessor i Højesteret og i 1689 kancelliråd. Bornemanns virksomhed har kun efterladt sig såre svage spor; en disputats de ostracismo, som han holdt i Franeker (1663), og en latinsk lejlighedstale udgør tillige med ovenfor nævnte dissertation hele hans forfattervirksomhed. Cosmus blev d. 7. oktober 1668 gift med Ole Worms datter Dorothea, (1644 – 1707).

### Fodnoter
1. ↑   Se immatrikulation fra Cosmus Bornemann i Rostock Matrikelportal